# Junco de Baird
El junco de Baird (Junco bairdi) és un ocell de la família dels passerèl·lids (Passerellidae).

## Distribució i hàbitat
El junco de Baird està restringit a les elevacions més altes de la Sierra de la Laguna, Baixa Califòrnia Sud, Mèxic, on nidifica als boscos de pins i roures. Aquesta espècie es limita en gran manera a les elevacions més altes per sobre dels 1.500 metres on hi ha un hàbitat adequat, però els individus no reproductors es mouen per cotes més baixes amb unes primeres fonts que consideraven que l'ocell era comú per sobre dels 900 m d'altitud i fonts més contemporànies que assenyalen registres tan baixos com 700 metres d'altitud. Aquests registres de baixa elevació segueixen atribuint-los a individus no reproductors i no s'ha observat cap patró significatiu de migració altitudinal.

## Descripció
El junco de Baird té la mida mitjana d'un pardal del Nou Món, els mascles són (de mitjana) més grossos que les femelles i la majoria dels individus fan uns 15 centímetres de llargada amb una massa d'aproximadament 18 grams. El junco de Baird té les ales més curtes (69 mil·límetres) i la cua més curta (62 mil·límetres) que qualsevol altre membre del gènere junco, cosa que probablement es correlaciona amb la seva naturalesa sedentària i no migratòria.

### Plomatge
El junco de Baird és sexualment monomòrfic, i els exemplars adults tenen el cap gris amb brida negra, l'esquena, les ales i els flancs marrons i la gola gris o blanca més pàl·lida que es barregen en un pit i ventre blanquinosos pàl·lids. Alguns individus són més marronosos per la part inferior amb el color dels flancs que s'estén cap a la part inferior. Com altres membres del gènere junco, les plomes de la cua més externes són blanques, donant un clar flaix blanc quan els ocells volen. El junco de Baird té els ulls de color groc brillant i el bec rosat o groc-taronja amb un maxil·lar generalment més fosc que la mandíbula, donant un aspecte bicolor al bec.

### Vocalitzacions
Les vocalitzacions del junco de Baird són força diferents i són significativament diferents a l'altres poblacions de juncos amb ulls grocs a Amèrica del Nord. Dins del gènere junco, el cant del junco de Baird és força complex i consisteix en cants més llargs amb múltiples frases úniques i poques repeticions de frases dins de cada cant.

## Taxonomia i sistemàtica
Tot i que originalment es va descriure com una espècie diferent, es va considerar una subespècie del junco ullgroc (Junco phaeonotus) abans de tornar a ser reconeguda com espècie diferent després de més investigacions. Dins del gènere junco, el junco de Baird és l'exclusió de tots els altres juncos amb l'excepció del junco dels volcans, havent-se separat d'altres membres del gènere fa més de 350.000 anys tot i conservar un fenotip similar a altres juncos nord-americans.

### Etimologia
Els exemplars tipus de junco de Baird van ser recollits el 2 de febrer de 1883 per Lyman Belding a "Laguna, Baixa Califòrnia" i va rebre el nom de Spencer Fullerton Baird, un ornitòleg i naturalista nord-americà, per Robert Ridgway, el comissari d'ocells al Museu Nacional dels Estats Units en aquella època.